# C7H16N2
化学式C7H16N2（摩尔质量：128.22g/mol）可以指：
- 西美莫辛，CAS号：3788-16-7
- N-乙基-2-氨甲基吡咯烷（西班牙语：2-aminometil-1-etilpirrolidina），CAS号：26116-12-1
- 2-氨甲基环己胺，CAS号：40015-92-7
- 3-氨甲基环己胺，CAS号：97087-59-7
- 4-氨甲基环己胺，CAS号：13338-82-4

|  | 这个同类索引页列出了具有相同分子式的化学物（即同分異構體）条目。 除非您是有意链接至本页，否则应将相应条目的内部链接指向正确的条目。 |